# 瓜迪亚纳新村
瓜迪亚纳新村是西班牙埃斯特雷马杜拉巴达霍斯省的一个市镇。总面积29平方公里，总人口2096人（2001年），人口密度72人/平方公里。